# Peyret-Saint-André
Peyret-Saint-André é uma comuna francesa na região administrativa de Occitânia, no departamento dos Altos Pirenéus. Estende-se por uma área de 6,25 km². Em 2010 a comuna tinha 55 habitantes (densidade: 8,8 hab./km²).